# Movimento di protezione della costituzione
Il movimento di protezione della costituzione (Hùfǎ yùndòngP) fu una serie di operazioni, guidate da Sun Yat-sen, messe in atto per resistere al Governo Beiyang, tra il 1917 e il 1922, in cui Sun creò un altro governo a Guangzhou. Esso fu considerato, dal Kuomintang, come "Terza Rivoluzione". La costituzione che intendeva proteggere si riferiva alla Costituzione provvisoria della Repubblica di Cina.

## Origini
Dopo la rivoluzione Xinhai del 1911, la neo costituita Repubblica di Cina, in virtù della sua Costituzione provvisoria, tenne le prime elezioni parlamentari nel febbraio del 1913, che poi convocarono come Assemblea nazionale per la prima volta l'8 aprile. Il Kuomintang ottenne la maggioranza dei seggi, e Song Jiaoren venne designato per la formazione del nuovo gabinetto. Tuttavia, poco dopo fu assassinato dal presidente Yuan Shikai, inducendo il Kuomintang a richiedere la Seconda Rivoluzione. Yuan Shikai represse la resistenza con la forza, costringendo Sun Yat-sen e altri capi del Kuomintang a fuggire all'estero, in Giappone.
Yuan Shikai sciolse il parlamento e abolì la Costituzione provvisoria, tentando di diventare imperatore. Nel dicembre del 1915 Cai E ed altri lanciarono la guerra di protezione nazionale contro Yuan Shikai e ottennero il successo. Yuan Shikai fu costretto a lasciare e morì il 6 giugno 1916.
Dopo la morte di Yuan Shikai, Li Yuanhong gli succedette come presidente. Duan Qirui venne rieletto primo ministro e il vecchio parlamento venne restaurato. Tuttavia, Li e Duan erano in grosso disaccordo sull'opportunità o meno di entrare nella prima guerra mondiale e dichiarare guerra alla Germania. Duan insistette per entrare in guerra mentre Li e il parlamento furono più cauti. Li Yuanhong rimosse Duan dall'ufficio e chiese il supporto militare nazionale. Il generale monarchico Zhang Xun colse l'occasione per entrare a Pechino con la forza. Quindi sciolse il parlamento e tentò di restaurare Pu Yi e la Dinastia Qing il 1º luglio, in quella che è nota come restaurazione Manciù. La restaurazione fu repressa da Duan Qirui cinque giorni dopo. Li si dimise dalla presidenza e gli succedette Feng Guozhang. Duan restaurò il governo e, con Liang Qichao, convocò un nuovo Senato.

## Primo movimento di protezione della costituzione
Nel luglio del 1917, Sun Yat-sen arrivò a Guangzhou da Shanghai e telegrafò ai membri del parlamento originario di Pechino per invitarli a Guangzhou e creare un nuovo governo. Il ministro della marina, Cheng Biguang, arrivò con nove navi a Guangzhou il 22 luglio, per sostenere Sun Yat-sen.
Il 25 agosto, circa 100 membri originari del parlamento convocarono una conferenza a Guangzhou e approvarono una risoluzione che istituiva un governo militare a Guangzhou per proteggere la Costituzione provvisoria. Il governo militare consisteva in un generalissimo e tre marescialli di campo. Il 1º settembre, 84 dei 91 membri del parlamento di Guangzhou hanno elessero Sun Yat-sen come generalissimo. Selezionarono come capi per la Guerra di protezione nazionale Tang Jiyao della cricca dello Yunnan e Lu Rongting della vecchia cricca del Guangxi come marescialli, Wu Tingfang come ministro degli Esteri, Tang Shaoyi come ministro delle finanze (astenuto), Cheng Biguang come ministro della marina e Hu Hanmin come ministro delle comunicazioni. Sun Yat-sen si insediò il 10 settembre e nominò Li Liejun capo di stato maggiore, Li Fulin comandante delle guardie, Xu Chongzhi  ufficiale di gabinetto e Chen Jiongming comandante della prima armata.

### Guerra di protezione costituzionale
Dopo l'istituzione del governo militare di Guangzhou, il nord e il sud della Cina si fronteggiavano. Tra i sostenitori del governo di Guangzhou, i militanti di Guangxi e Yunnan avevano una forza superiore. Hunan, Tan Yanxi, Zhao Tihuan e Cheng Chieng sostenevano anche il Movimento di protezione della costituzione. Con il supporto di Lu Rongting e dell'Esercito del Guangxi, l'Esercito di protezione della costituzione sconfisse, a novembre, l'assalto di Duan Qirui. Duan rassegnò le dimissioni da primo ministro del Nord, lasciando il posto a Feng Guozhang. Il nord e il sud si trovarono così in un armistizio temporaneo.
Pressato dall cricche Zhili e Anhui, Feng Guozhang, a gennaio, ordinò a Cao Kun di fare nuovamente guerra nella provincia di Hunan e, in aprile, sconfisse l'esercito di protezione della costituzione. Tuttavia, dopo aver preso Hunan, il comandante dello Zhili Wu Peifu sospese l'attacco alle provincie di Guangdong e Guangxi e raggiunse un accordo di pacificazione con il sud a luglio. Anche Xu Shichang sostenne i negoziati di pace, quando fu insediato come presidente in ottobre, e si andò verso la fine della guerra.

### Riorganizzazione del governo militare
Nonostante la Marina, le guardie del Generalissimo e i venti battaglioni dell'esercito del Guangdong, Sun Yat-sen mancava di un forte sostegno nel governo militare di Guangzhou, e talvolta il suo ordine era efficace solo nel governo del Generalissimo. Sun pensava anche ad un ammutinamento, sperando di rovesciare l'influenza del Guangxi, e aveva personalmente ordinato alla Marina di bombardare il quartier generale del Guangxi. Verso la fine del 1917, Lu Rongting, Tang Jiyao, Mo Rongxin e altri, insieme a Tang Shaoyi, convocarono una conferenza, e sostennero il riconoscimento della presidenza di Feng Guozhang e la formazione di un governo unito.
Durante il 1918, Cheng Biguang si allineò con la cricca del Guangxi e fu assassinato. La Sessione straordinaria del Parlamento fu controllata dalla cricca del Guangxi, e vi fu una ristrutturazione nel maggio 1918 sostituendo l'ufficio del generalissimo con un comitato di sette dirigenti composto da Sun, Tang Shaoyi, Wu Tingfang, e Tang Jiyao, da un lato, e Lu Rongting, Cen Chunxuan, e Lin Baoyi dall'altro. Sentendosi emarginato, Sun Yat-sen si dimise da generalissimo e lasciò Guangzhou per Shanghai. Il governo militare di Guangzhou era ora guidato da Cen Chunxuan, capo dell'esecutivo. L'elezione di Wu Tingfang come governatore del Guangdong fu annullata da Lu Rongting.
Da febbraio all'agosto del 1919, il Nord e il Sud tennero negoziati a Shanghai ma vennero bloccati dal sabotaggio di Duan. Tutti i parlamentari che non avevano partecipato alla sessione "straordinaria" meridionale vennero sostituiti. La seduta del Parlamento venne aggiornata, dal suo presidente Lin Sen, al 24 gennaio 1920 quando una fazione di parlamentari boicottò l'assemblea, privandola del quorum. Cen sospese anche gli emolumenti dei parlamentari. Con il governo meridionale sotto l'influenza della vecchia cricca del Guangxi, il primo movimento di protezione della costituzione era fallito.

## Secondo movimento di protezione della costituzione
A Shanghai, Sun riorganizzò il Kuomintang per cacciare la giunta di Guangxi dal governo meridionale. Il governatore militare del Guangdong, Chen Jiongming, sollevò 20 battaglioni da Fujian. Nel 1920, Duan e il parlamento del nord furono espulsi dopo la guerra Zhili-Anhui. Lu e Cen usarono questo come pretesto per esplorare l'unificazione con la cricca Zhili. Il KMT denunciò questi negoziati segreti e il parlamento meridionale si trasferì nello Yunnan, in agosto e nel Sichuan da settembre a ottobre. Le tensioni tra la cricca dello Yunnan e la cricca del Guangxi permisero a Chen l'invasione l'11 agosto nella Guerra Guangdong-Guangxi. Chen Jiongming espulse la cricca del Guangxi da Guangzhou permettendo a Sun di tornare alla fine di novembre.
Il Parlamento venne riconvocato a Guangzhou nel gennaio del 1921. Dei rimanenti quattro dirigenti, Tang Jiyao dovette rimanere nello Yunnan per proteggere la sua provincia, Wu Tingfang stava soffrendo e Tang Shaoyi si stava disinteressando. Nell'aprile del 1921, l'Assemblea nazionale sciolse il governo militare ed elesse Sun Yat-sen "presidente straordinario". Ma il nuovo governo di Guangzhou, senza alcun riconoscimento straniero, era afflitto da questioni di legittimità in quanto la sua forma esisteva al di fuori della costituzione che era stato incaricato di proteggere. Per Chen Jiongming, l'elezione extra costituzionale di Sun era una presa di potere. Le relazioni peggiorarono ulteriormente quando Chen invitò ad entrare nel movimento gli anarchici, i comunisti e il federalismo cinese. Chen pensò che avrebbero aumentato il loro numero, ma Sun credeva che avrebbero diluito il suo messaggio.

### Chen Jiongming contro Sun Yat-sen
Subito dopo il suo insediamento a maggio, Sun ordinò alla Spedizione del Nord di forzare l'unificazione della Cina. Nell'estate del 1922, Sun Yat-sen stabilì personalmente la sede della divisione a Shaoguan per lanciare la spedizione coordinando gli eserciti di Guangdong, Yunnan, Jiangxi e Hunan. La Spedizione del Nord di Sun Yat-sen alla fine portò al conflitto con Chen Jiongming. Questi, chiese la sospensione del conflitto militare, costituendo per la prima volta il Guangdong come provincia autonoma. Nel frattempo, la cricca di Zhili diede il via a un movimento nazionale per riunire i governi settentrionale e meridionale facendo sì che i due presidenti rivali si dimettessero a favore di un restaurato Li Yuanhong. A giugno, il presidente del governo del nord, Xu Shichang si dimise, e venne riconvocata a Pechino l'assemblea nazionale originaria. Chen Jiongming aveva raggiunto lo scopo della Protezione della costituzione, ma per Sun il nuovo governo era una cortina di fumo per mascherare il dominio di Cao Kun. Il 16 giugno, il palazzo presidenziale fu bombardato dalle forze di Chen. Sun Yat-sen, Chiang Kai-shek, Chen Ce ed i lealisti vennero scortati via nave a Shanghai.

## Impatto
Sun capì che il fallimento di entrambi i movimenti era basato sulla sua eccessiva dipendenza dalle forze militari di altri. Dopo la sconfitta, scoprì che la rivoluzione aveva bisogno della propria forza militare. Con l'aiuto dell'Unione Sovietica e dell'alleanza con il Partito Comunista Cinese, riprese il governo di Guangzhou, per la terza volta nel 1923. Tuttavia, proteggere il governo provvisorio non era il suo scopo, bensì quello di costruire una forte base militare centrata sull'Accademia militare di Whampoa e la creazione di uno partito unitario per sconfiggere i signori della guerra. Questo avvenne a seguito del successo della Spedizione del Nord che portò alla riunificazione della Cina.
Gli storici hanno criticarono la dipendenza dai movimenti. La sessione straordinaria dell'Assemblea nazionale mancava del quorum. Praticamente, dall'inizio, il governo militare non era stato istituito secondo le procedure della legge costituzionale legittima e mancava completamente del riconoscimento internazionale. Avrebbe potuto, a malapena, mantenere l'unità al suo interno, per non parlare della rivendicazione di essere il governo legittimo di tutta la Cina. Semplicemente, creando un governo rivale, l'integrità della Repubblica venne danneggiata e vennero stabiliti precedenti per i governi rivali in Cina fino ai giorni nostri.
Secondo studi recentemente pubblicati, il primo governo, nel 1917, fu finanziato dall'Impero tedesco che fornì due milioni di dollari perché Sun si era opposto all'ingresso della Cina nella prima guerra mondiale. Il denaro permetteva a Sun di corrompere la marina del nord a disertare e pagare gli stipendi dell'Assemblea nazionale. Usò anche i finanziamenti per comprare la lealtà del sud-ovest a causa della natura quasi mercenaria dei signori della guerra. Le relazioni con i tedeschi divennero tese quando fu rivelato che avevano sostenuto la restaurazione Manciù e che Sun rifiutò di cooperare nella cospirazione indo-tedesca. Con gli attivisti del KMT arrestati all'estero e la Germania che aveva perso la guerra, Sun dichiarò guerra agli Imperi centrali nella vana speranza di ottenere il riconoscimento e un seggio alla Conferenza di Pace di Parigi ma il posto andò al governo Beiyang. Dopo l'assassinio di Tang Hualong da parte di un nazionalista in Canada, diverse rappresentanze del KMT all'estero furono interdette. Sun Yat-sen fece affidamento sull'azzardo e vendeva oppio per pagare il suo governo che mancava di uno spirito rivoluzionario pratico.